# Љуба (Нове Замки)
Љуба (слч. Ľubá, мађ. Libád) насељено је мјесто са административним статусом сеоске општине (слч. obec) у округу Нове Замки, у Њитранском крају, Словачка Република.

## Становништво
| Година:    | 1994. | 2004.  | 2014.   | 2024.   |
| ---------- | ----- | ------ | ------- | ------- |
| Број људи: | 440   | 451    | 435     | 407     |
| Разлика:   |       | +2,5 % | -3,54 % | -6,43 % |

| Година:    | 2023. | 2024.   |
| ---------- | ----- | ------- |
| Број људи: | 405   | 407     |
| Разлика:   |       | +0,49 % |

Према подацима о броју становника из 2011. године насеље је имало 456 становника.